# Джо Профачі
Джузеппе «Джо» Профачі (англ. Joe Profaci); 2 жовтня 1897, Віллабате — 7 липня 1962, Нью-Йорк) — американський кримінальний діяч італійського походження, засновник мафіозної сім'ї Коломбо, однією з так званих «П'яти сімей». Заснована в 1928 році, ця «сім'я» стала останньою з п'яти могутніх мафіозних угруповань Нью-Йорка. Профачі керував їй протягом трьох десятиліть і з 1940-х до початку 1960-х років вважався одним з найвпливовіших мафіозі Америки.